# Crater-Lake-Nationalpark
Der Crater-Lake-Nationalpark befindet sich im US-Bundesstaat Oregon. Er umfasst das Gebiet des Vulkans Mount Mazama und den 594 Meter tiefen Kratersee Crater Lake in dessen Caldera. Höchster Punkt ist der 2722 Meter hohe Gipfel des Mount Scott im Osten des Parks.
Der Crater-Lake-Nationalpark wurde am 22. Mai 1902 eingerichtet.
Innerhalb des Parks gibt es viele Wanderwege und eine Reihe Campingplätze sowie Lodges. Angeln und Schwimmen sind erlaubt, und es gibt Bootstouren zu Wizard Island, dem Vulkankegel inmitten des Sees. Der Rim Drive, die Straße rund um den See, kann bis ins späte Frühjahr hinein wegen Schnees gesperrt sein. Im Nationalpark befindet sich zudem mit der Crater Lake Superintendent’s Residence ein Bauwerk, das als National Historic Landmark ausgewiesen ist.
Crater Lake wurde 2006 ausgewählt, den Bundesstaat Oregon auf dem State Quarter (einer Gedenkmünze) zu repräsentieren.

Ein Blick auf den Crater Lake und den Aussichtspunkt Watchman Peak im Winter